# Sid Castle
Sidney Ernest Rowland „Sid“ Castle (* 12. März 1892 in Basingstoke; † 27. Januar 1978 ebenda) war ein englischer Fußballspieler und -trainer. Castle absolvierte zwischen 1920 und 1926 für die drei Londoner Klubs Tottenham Hotspur, Charlton Athletic und den FC Chelsea in allen drei Ligaebenen der Football League insgesamt 103 Partien (12 Tore). Nach seiner aktiven Laufbahn übernahm er bei mehreren niederländischen Fußballklubs das Traineramt und entdeckte dabei den Ausnahmespieler Abe Lenstra.

## Karriere
Sid Castle spielte zu Beginn seiner Fußballer-Laufbahn für Basingstoke Town und den FC Thornycrofts, das Werksteam des Automobilherstellers Thornycroft, in der Hampshire League, bevor der Erste Weltkrieg ab 1915 den regulären Spielbetrieb lahmlegte. Castle war in den kriegsbedingten Ersatzwettbewerben unter anderem für die Profiklubs FC Reading und Crystal Palace aktiv, ehe er mit Wiederaufnahme des Ligabetriebs ab 1919 bei Guildford spielte. Im März 1920 gelang ihm im Alter von 28 Jahren der Sprung in die Football League und er bestritt für den Nordlondoner Verein Tottenham Hotspur bis 1921 fünf Ligapartien in der Second Division. Die Konkurrenz auf der rechten Außenstürmerposition war bei den Spurs mit Jimmy Banks und dem englischen Nationalspieler Fanny Walden groß, so fand Castle auch im siegreichen FA-Cup-Finale 1921 keine Berücksichtigung und erhielt am Saisonende die Freigabe.
Seine Profikarriere setzte er im Osten Londons bei Charlton Athletic fort, der Klub war kurz zuvor in die neugeschaffene Third Division South aufgenommen worden. Castle gehörte als Rechtsaußen beim Football-League-Debüt gegen Exeter City (Endstand 1:0) am 27. August 1921 zum Aufgebot. Über zwei Spielzeiten absolvierte er 66 Ligapartien für den im „Valley“ antretenden Klub und erzielte dabei zehn Treffer. Zu einem Höhepunkt seines dortigen Aufenthalts wurde der FA Cup 1922/23, als Charlton als erstes Third-Division-Team bis ins Viertelfinale vordrang. Dabei wurden in den ersten drei Hauptrunden die Erstligateams Manchester City, Preston North End und West Bromwich Albion geschlagen. Im Erstrundenspiel gegen Manchester bereitete Castle per Eckstoß den 2:1-Siegtreffer vor, den Arthur Whalley per Kopfball verwertete. Die heimreisende Mannschaft wurde anschließend am Bahnhof Euston von einer begeisterten Menschenmenge empfangen. Nach dem 2:0-Heimsieg in der Zweitrundenpartie gegen Preston kam es nach Schlusspfiff zu einer Platzinvasion, und während seine Mitspieler rechtzeitig im Kabinentrakt verschwanden, war Castle nicht schnell genug und wurde auf Schultern über den Platz getragen. Nach einem weiteren 1:0-Erfolg über die mit englischen und walisischen Nationalspielern gespickte Elf von West Bromwich unterlag das Team im Viertelfinale vor über 40.000 Zuschauern im völlig überfüllten Valley mit 0:1 den Bolton Wanderers.
Mit seinem Wechsel im Sommer 1923 zum FC Chelsea spielte er im Alter von 31 Jahren erstmals in der First Division, der höchsten englischen Spielklasse. Für den Westlondoner Klub bestritt der Offensivspieler 24 Partien (zwei Tore) in der Saison 1923/24, verpasste mit Chelsea aber wegen des schlechteren Torquotienten gegenüber Nottingham Forest als Tabellenvorletzter den Klassenerhalt. Während er sich in der Erstligasaison die Rolle des rechten Außenstürmers mit Jackie Crawford teilte, erhielt sein vier Jahre jüngerer Konkurrent in der Folgezeit den Vorzug und Castle kam, nach acht Einsätzen in der Spielzeit 1924/25, in seinem letzten Jahr 1925/26 bei Chelsea nur noch in der Reserve zum Einsatz. Seine letzten fußballerischen Auftritte hatte er im Herbst 1926 für Guildford United in der Southern League, bei denen eine längere Probephase nach fünf Ligaeinsätzen im Dezember 1926 wieder endete.
Ende 1926 ging Castle in die Niederlande und übernahm von Harold Rose das Traineramt bei Ajax Amsterdam. Er trainierte die Mannschaft bis 1928, in diese Zeit fielen zwei Titelgewinne der Regionalmeisterschaft. Nachdem Castle durch seinen Vor-Vorgänger Jack Reynolds abgelöst wurde, verließ er Amsterdam und zog nach Zwolle. Dort betreute er zunächst den Zwolsche AC, wo ihm 1930 Horace Williams auf der Trainerposition nachfolgte, und anschließend den PEC Zwolle. 1932 trainierte er erstmals für ein halbes Jahr den VV Heerenveen und holte dabei den zwölfjährigen Abe Lenstra zum Verein, den er während seines zweiten Engagements von 1936 bis 1938 in die erste Herrenmannschaft integrierte. Zwischen seinen beiden Tätigkeiten bei Heerenveen betreute er zudem von 1933 bis 1935 den Meppeler Sports Club.
In den 1950ern betrieb Castle eine Werkskantine in seinem Geburtsort Basingstoke, im dortigen Krankenhaus verstarb er 85-jährig am 27. Januar 1978.